# Milad Karimi
Milad Karimi (in kazako Милад Карими?; Almaty, 21 giugno 1999) è un ginnasta kazako, vincitore del bronzo nel corpo libero ai Mondiali di Anversa 2023. Ha rappresentato la Kazakistan ai Giochi olimpici estivi di Tokyo 2020, senza riuscire a salire sul podio.

## Biografia
- Mondiali

Anversa 2023: bronzo nel corpo libero;
- Campionati asiatici

Bangkok 2017: bronzo nella sbarra;
Ulan Bator 2019: argento nel corpo libero; bronzo nel volteggio;
Doha 2022: bronzo nella sbarra;
Singapore 2023: bronzo nel concorso a squadre;
Tashkent 2024: oro nella sbarra; argento nel concorso individuale; argento nel corpo libero; argento nel concorso a squadre;
- Universiadi

Napoli 2019: argento nella sbarra;
Chengdu 2021: oro nella sbarra; argento nel corpo libero; bronzo nel volteggio;
- Giochi della solidarietà islamica

Konya 2021: argento nella sbarra; bronzo nel concorso a squadre;